# Samtgemeinde Leybucht
Die zum ehemaligen Landkreis Norden gehörende Samtgemeinde Leybucht war ein Zusammenschluss der selbständigen Kommunen Westermarsch I, Westermarsch II, Neuwesteel und Leybuchtpolder. Er erfolgte am 1. Dezember 1965. Insgesamt bedeckte die Samtgemeinde an der Leybucht eine Fläche von 5641 Hektar mit 2215 Einwohnern am 31. Dezember 1966.
Am 1. Juli 1972 wurde die Samtgemeinde schließlich nach Norden eingemeindet. Die ehemaligen Mitgliedsgemeinden bilden seither Stadtteile mit jeweils eigenen Ortsvorstehern.